# Erdmandel
Die Erdmandel (Cyperus esculentus), auch als Tigernuss bekannt, ist eine Pflanzenart der Gattung Zypergräser (Cyperus) innerhalb der Familie der Sauergrasgewächse (Cyperaceae). Sie ist in den Tropen und Subtropen bis nach Nordamerika beheimatet. Als historischer deutschsprachiger Trivialname ist auch die Bezeichnung Erdnuss belegt. Sie ist jedoch nicht zu verwechseln mit der tatsächlichen Erdnuss, die einer völlig anderen Pflanzenfamilie angehört.

## Beschreibung

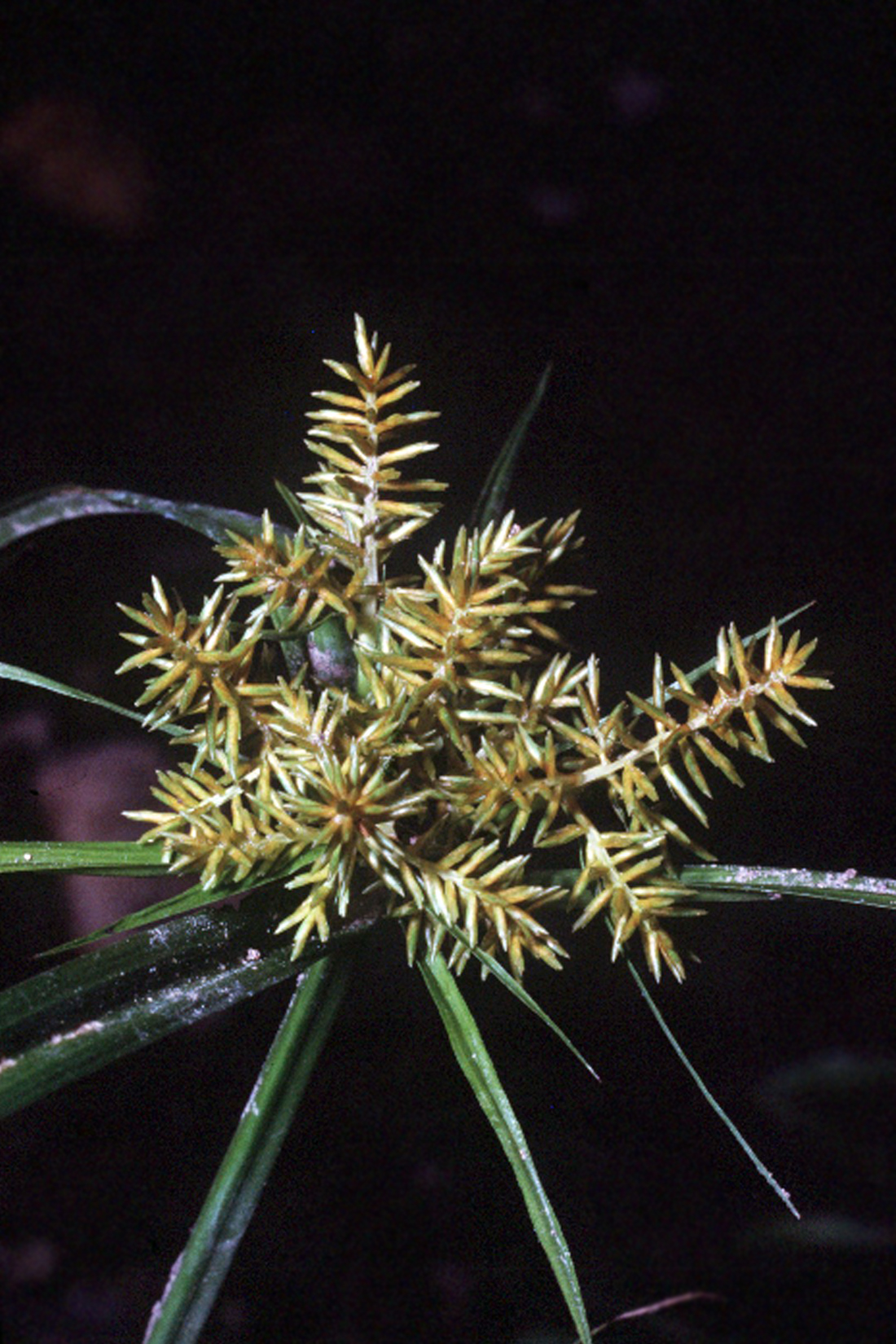
Blütenstand

### Vegetative Merkmale
Die Erdmandel ist eine ausdauernde krautige Pflanze, die üblicherweise eine Wuchshöhe von 60, selten bis 100 Zentimetern erreicht. Sie bildet lange, unterirdische Ausläufer mit knolligen Verdickungen, die Durchmesser bis 15 Millimeter aufweisen. Die aufrechten Stängel sind dreikantig und haben einen weißen Streifen. Die hellgrünen, V-förmigen, parallelnervigen, einfachen Laubblätter sind 5 bis 10 Millimeter breit.

### Generative Merkmale
Die Blütezeit reicht von Juli bis September. Der Blütenstand enthält zahlreiche lange, laubblattähnliche Hochblätter und bis zu 10 Zentimeter lange Ähren. Diese  weisen am Rücken gerundete, gelblich-braune Spelzen mit deutlichen Nerven auf. Die Blüten sind weiß.

## Chromosomenzahl
Die Chromosomenzahl beträgt 2n = 108, 208 oder ca. 96.

## Nutzung

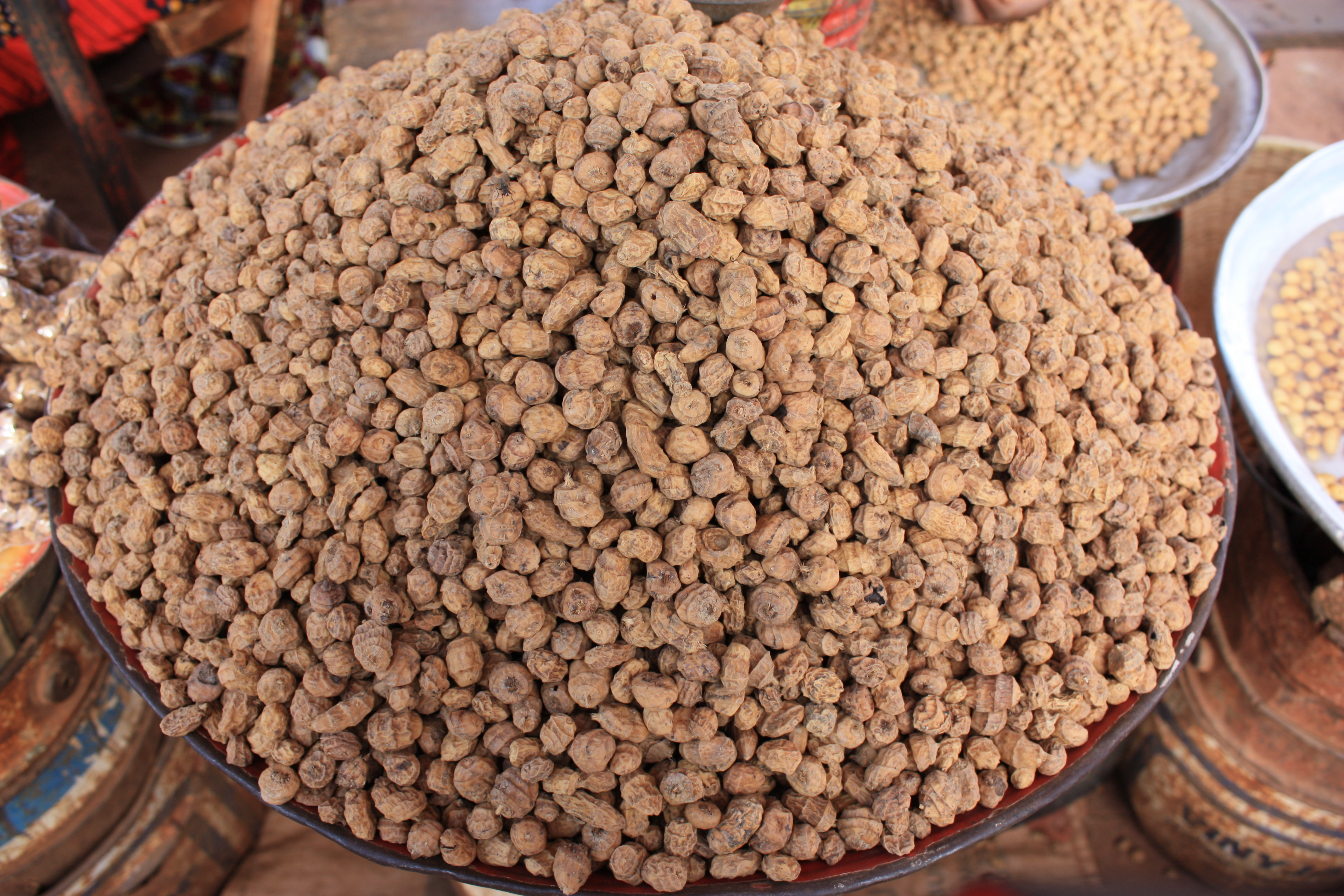
Getrocknete Erdmandeln auf dem Markt von Banfora, Burkina Faso

Die braunen, runden, erbsengroßen, stark ölhaltigen Knollen (es sind die Verdickungen der Stolonen) sind essbar und werden in Südeuropa und Westafrika gehandelt. Sie  sind in Frankreich als Amandes de terre bekannt, in Spanien als Chufa ['tʃufa]. Der Geschmack der Knollen erinnert an Haselnüsse oder Mandeln.
In der  Valencianischen Gemeinschaft wird die Erdmandel im Landkreis Huerta Norte angebaut. Dort wird aus den Erdmandeln das Getränk Horchata de Chufa (Erdmandelmilch) hergestellt. In ähnlicher Weise wie die Horchata lässt sich auch ein Likör herstellen, ein solcher wird zum Beispiel von Licor 43 vertrieben. Erdmandelflocken werden bei Darmträgheit oder auch als Reduktionskost genutzt, da das Hungergefühl durch die Ballaststoffe unterdrückt wird.
In der Region Valencia wird die Erdmandel in den Monaten März und April ab einer minimalen Bodentemperatur von 12 °C auf lehmig-sandige Böden gepflanzt. Das Riedgrasgewächs benötigt ein mildes Mittelmeerklima zwischen 13 und 25 °C und reichlich Bewässerung. Die Knollen werden von Oktober bis Dezember geerntet und in speziellen Kammern getrocknet.
Cyperus esculentus ist ein Hyperakkumulator von Schwermetallen – besonders von Cadmium und Blei – und wird deshalb bei der Phytosanierung belasteter Böden eingesetzt. Solche Böden sind etwa Schutthalden aus dem Zink- und Kupferbergbau (Thailand) und durch das Abwasser von Gerber- und Färbereien belastete Flussufer und Sickergebiete (Indien, Bangladesch).
Zudem ist die Tigernuss ein beliebter Köder beim Karpfenangeln.

## Geschichte
Wurzeln der Erdmandel wurden in Ägypten in Gräbern der 12. Dynastie gefunden. Die Wandmalereien des Grabs des Rechmire (TT100) überliefern das Rezept eines speziellen süßen Erdmandelkuchen-Desserts. Die Erdmandel war mindestens seit der Römerzeit in Norditalien bekannt. Verkohlte Reste fanden sich in drei Friedhöfen der frühen Kaiserzeit in der Lombardei: Como, Arsago Seprio S. Ambrogio und Angera.
Erdmandeln wurden von den Arabern und Imazighen im 8. Jahrhundert nach Spanien eingeführt.

## Inhaltsstoffe der Erdmandel
Erdmandeln bestehen zu mehr als 25 % aus Fett, aus etwa 30 % Stärke und zu etwa 7 % aus Proteinen. Sie enthalten ungesättigte Fettsäuren wie Linolsäure, Vitamin B7 und Rutin sowie weitere Mineralstoffe.

## Verbreitungsgebiet und Vermehrung
Die Erdmandel stammt vermutlich aus dem Mittelmeergebiet oder Westasien.
Sie gedeiht auf kalkarmen, schwach sauren, basenreichen, mäßig frischen bis frischen Lehmböden vor allem in Hackfrucht-, seltener auch in Halmfrucht-, gern auch in Maisäckern. Sie wächst in Mitteleuropa in Maisäckern in den Pflanzengesellschaften des Unterverbands Digitario-Setarienion, aber auch im Aphano-Matricarietum und Chenopodio-Oxalidetum fontanae.
Die vegetative Vermehrung dürfte vor allem über Rhizom-Bruchstücke erfolgen.
Im Gegensatz zu den Rhizomen und Knollen der üblichen Wurzelunkräuter bleiben die Knollen der Erdmandel nach der Trocknung über Jahre austriebsfähig. Dies begünstigt eine Verbreitung über landwirtschaftliches Gerät. Eine weitere Verbreitung erfolgt über Feldmäuse, die sie als Wintervorrat in ihren Bau verschleppen. Die Knollen sind nicht frosthart, da sie jedoch in einer Tiefe von 10–30 cm liegen, sterben sie nur bei starkem Dauerfrost ab.

## Die Erdmandel als Neophyt
Erdmandeln zählen in vielen Regionen zu den aggressiven Neophyten, die indigene Pflanzenarten verdrängen. Die heute problematischen Vorkommen wurden hemerochor wahrscheinlich unbeabsichtigt gemeinsam mit Gladiolenzwiebeln verschleppt. Sie zählt damit zu den speirochor verschleppten Pflanzen.

### Situation in einzelnen Ländern
In Deutschland hat sich die Erdmandel vereinzelt im Oberrheingebiet und im Alpenvorland eingebürgert. Ob in Deutschland überhaupt reife Samen gebildet werden, ist fraglich. Die Pflanze kann in Deutschland auch kalte Winter überstehen. Sie wurde erstmals 1976 im Kinzigtal beobachtet; vielleicht wurde sie durch Baumaschinen eingeschleppt, die zuvor in Oberitalien eingesetzt worden waren. Inzwischen hat sich die Art ausgebreitet und kommt in Baden-Württemberg, in Hessen, Rheinland-Pfalz, Niedersachsen, Sachsen und Sachsen-Anhalt vor.
In der Schweiz wurde die Pflanze aufgrund ihres Ausbreitungspotenzials und der Schäden in den Bereichen Biodiversität, Gesundheit bzw. Ökonomie in die Schwarze Liste der invasiven Neophyten aufgenommen. Sie kommt dort im Tessin und im Mittelland vor.
In Österreich kommt sie in Tirol, Oberösterreich, Kärnten und in der Steiermark vor.
In den Niederlanden haben sich seit 1970 problematische Massenvorkommen von Erdmandel als Ackerunkraut entwickelt. Seit 1984 werden sie gezielt bekämpft. Auch in Belgien kommt die Art vor.